# Delirium (film, 2018)
A Delirium 2018-as amerikai lélektani horrorfilm, melyet Dennis Iliadis rendezett és Adam Alleca írt. A főbb szerepekben Topher Grace, Patricia Clarkson, Callan Mulvey és Génesis Rodríguez látható. A film producere Jason Blum és Leonardo DiCaprio volt, a Blumhouse, illetve az Appian filmprodukciós cégeken keresztül. 
A Universal Pictures 2018. május 22-én adta ki, Video on Demand és DVD formátumban 2018. június 5-én jelent meg.

## Cselekmény
Miután húsz évet töltött egy elmegyógyintézetben, Tom Walker visszamegy a kúriába, amelyet gazdag apjától, egy nemrég öngyilkosságot elkövető szenátortól örökölt. Tomot házi őrizetben tartják, és harminc napig naponta be kell jelentkeznie videótelefonon keresztül, különben visszakerül az intézetbe. Feltételes felügyelőtisztje, Brody olyan erőszakos bűncselekményre utal, amelyet ő és idősebb testvére, Alex követett el. Tomot hallucinációk gyötrik néhai apjáról, zajokat hall az egész házban, és egy idegen, torzított hangú hívásokat kap, amelyek elhitetik vele, hogy ismét visszaesik. Látomása van egy vízbe fulladt lányról, és egy befőttesüvegbe zárt nyelvet fedez fel a fedett medence vezérlőpaneljében, amit újabb hallucinációnak könyvel el. Apja irodájában titkos alagutat is felfedez, amely hozzáférést biztosít a ház körüli kukucskálónyílásokhoz. Rövid pihenőjét egy Lynn nevű bolti dolgozó adja, aki kiszállítja neki a bevásárlást.
Tom felhívja Brodyt, aki megérkezik, hogy ellenőrizze őt. Brody félreérti közeledését, és megcsókolja; amikor a férfi visszautasítja, a nő megsértődik, rátámad, és elveszi a gyógyszereit, majd távozik. Tom rájön, betolakodó van a házban, de felfedezi, hogy a bátyja, Alex az, aki megszökött a börtönből. Bár Tom azt hiszi, Alex egy újabb hallucinációja, de Alex bizonygatja, hogy valóságos; feldúlja a házat, és az apjuk elrejtett pénzét keresi. Tom bevallja Lynnnek – tinédzserkorában megalázta egy lány, akibe szerelmes volt az iskolában. Miután elmondta Alexnek, ők ketten csínyből megfélemlítették a lányt, de amikor az rájuk támadt, a feldühödött Alex megbilincselte Tomot, és arra kényszerítette, nézze végig, ahogy Alex megöli a lányt. Alex ezután egy másik lányt is megölt, ami miatt ő börtönbe, Tom pedig elmegyógyintézetbe került, anyjuk emiatt szégyenében elhagyta a családot és nyomtalanul eltűnt.
Brody megígéri Tomnak, hogy visszahozza a gyógyszereit. Tom stabilnak hiszi magát, visszatér a medence vezérlőpaneljéhez, de még mindig a nyelvet tartalmazó üveget találja ott. Miután összetöri, felfedez egy földalatti bunkert. Visszatér Lynnhez, és eszméletlenül találja. Pánikba esve megpróbál távozni, és segítséget kérni, de Brody éppen megérkezik. Mivel Brody azt hiszi, újból gyilkolt, rászegezi fegyverét, de Alex hirtelen felbukkan és nyakon szúrja a nőt, ezután Lynn meggyilkolására készül.
Tom nem hajlandó végignézni egy újabb gyilkosságot, ezért rátámad Alexre, de a bátyja legyőzi őt, és bedobja a bunkerbe. Tom talál egy széfet, valamint egy vasszéket és egy zárt szobát. Odabent felfedez egy telefont, amely a konyhai telefonhoz csatlakozik, ahonnan a furcsa hívásokat kapta. A zárt szobában egy idős, lefogyott foglyot talál. Rájön, a fogoly az édesanyja, aki nem hagyta el őket, hanem a szadista apja tartotta láncra verve; a torzított hívások tőle származtak, mivel az ő nyelvét vágták ki. Tom kiszabadítja őt; Alex könnyes szemmel öleli meg az anyját, mielőtt lelőné, és követeli, hogy Tom nyissa ki a széfet. Tom megteszi, felfedve apja elrejtett pénzét, de ő és Lynn megtámadják Alexet. A harc során a vízvezetékek megsérülnek, és a szobát elárasztja a víz. A haldokló anya Alexet egy csőhöz láncolja, és mindketten megfulladnak. Tomot és Lynnt rendőrök fogadják. Amikor egy rendőr megkérdezi, hogy a ház az övé-e, Tom azt válaszolja: "Most már igen".

## Szereplők
| Szerep       | Színész            | Magyar hang   |
| ------------ | ------------------ | ------------- |
| Tom Walker   | Topher Grace       | Jéger Zsombor |
| Brody        | Patricia Clarkson  | Vándor Éva    |
| Lynn         | Génesis Rodríguez  | Kókai Tünde   |
| Alex Walker  | Callan Mulvey      | Sarádi Zsolt  |
| Efren Walker | Robin Thomas       | Sztarenki Pál |
| Mrs. Walker  | Daisy McCrackin    | Solecki Janka |
| pszichiáter  | Harry Groener      | Hannus Zoltán |
| Frank        | Marty Eli Schwartz |               |

## A film készítése
2011 szeptemberében a GK Films és az Appian Way Productions bejelentette, hogy Dennis Iliadis rendezi a Home című horrorfilmet, amelynek forgatókönyvét Adam Alleca írta. A film producerei Graham King, Tim Headington, Jennifer Davisson Killoran és Steven Schneider voltak. 2014 januárjában jelentették be, hogy Leonardo DiCaprio Jason Blummal és az ő Blumhouse Productions nevű cégével állt össze a film produceri munkálataihoz, amelyben Topher Grace és Patricia Clarkson alakítják a főszerepet. 2015 szeptemberében bejelentették, hogy a Home címét Deliriumra változtatták.
Bemutatóját 2016. szeptember 30-ra tervezték, de 2016 júliusában törölték a műsortervből.

## Fordítás
- Ez a szócikk részben vagy egészben  a   Delirium (2018 film) című angol Wikipédia-szócikk fordításán alapul.  Az eredeti cikk szerkesztőit annak laptörténete sorolja fel. Ez a jelzés csupán a megfogalmazás eredetét és a szerzői jogokat jelzi, nem szolgál a cikkben szereplő információk forrásmegjelöléseként.